# TNDウエアハウス
株式会社TNDウエアハウス（ティーエヌディーウエアハウス）は、かつて存在した日本の不動産業者。旧社名は東京納品代行株式会社。2007年4月に当社より新設分割で設立された旧社名と同名の企業で、センコーのグループ企業である東京納品代行株式会社とは、資本関係などのつながりは全くない別会社である。

## 概要
1970年2月に設立され、1972年に東京納品代行へ商号変更。主に、百貨店への納品代行業務を中心に、検品やタグ付けなどの流通加工、商品管理などアパレル製品の輸送を主力とし、浪速運送やワールドサプライと並ぶ納品代行大手となった。2007年1月期には187億5600万円の売上高を計上した一方、設備投資や子会社に対する投資負担で借入金が年商を上回る年があるなど経営が悪化し、所有不動産の売却を実施したり、金融機関の支援などを受けてきた。
経営再建策として、2007年3月にセンコーと資本・業務提携を締結。同年4月に納品代行業務などを、当社から新設分割で設立された東京納品代行株式会社（新法人）へ譲渡し、商号も東京納品代行株式会社（旧法人）から株式会社TNDウエアハウスへ変更したと同時に、倉庫・物流センターの不動産管理業務へ専念することになった。センコーの資本・業務提携先も東京納品代行（新法人）へ移行した。
2014年1月期には約3億1000万円の売上を上げていたが、その後は債務に対する利払いが膨らむなどして経営が悪化。債務圧縮策として、2014年1月に、当時の社長が千葉県多古町に所有していた倉庫を売却し、売却益でインスパイアーへ出資するという話が浮上した。しかし、計画を目前とした2014年9月13日に、インスパイアーは上場廃止となり、2015年10月23日に東京地方裁判所から破産手続開始決定を受けた。インスパイアーの経営破綻により、TNDウエアハウスは債務圧縮の目途が立たないとして、2016年8月10日に東京地方裁判所へ民事再生法適用を申請し、同年8月17日に民事再生手続開始決定を受けた。
再生案では、所有している不動産を任意で売却しながら事業を継続した上で債務弁済を実施する予定であった。だが、所有していた不動産はすでに不動産競売開始がかかっており、再生計画の実現が困難であることから再生計画案は認可されず、2017年3月1日に東京地方裁判所から民事再生手続廃止決定を受け、同年3月28日に破産手続開始決定を受けた。そして2019年8月8日に法人格が消滅した。

## 沿革
- 1970年2月 - 設立。
- 1972年 - 東京納品代行株式会社へ商号変更。
- 2004年 - 食品の納品代行を開始。
- 2007年4月2日 - 東京納品代行の会社分割を実施し、納品代行事業などを新設分割で設立された東京納品代行株式会社（新法人）へ移管し、東京納品代行株式会社（旧法人）は株式会社TNDウエアハウスへ商号変更。
- 2016年
  - 8月10日 - 東京地方裁判所へ民事再生法の適用を申請。
  - 8月17日 - 東京地方裁判所から民事再生手続開始決定を受ける。
- 2017年
  - 3月1日 - 東京地方裁判所から民事再生手続廃止決定を受ける。
  - 3月28日 - 東京地方裁判所から破産手続開始決定を受ける。
- 2019年8月8日 - 法人格消滅。